# The Darlington Arena
The Darlington Arena (96.6 TFM Darlington Arena) – stadion piłkarski położony w Darlington (Anglia). Na co dzień gra tutaj klub Darlington F.C. Stadion został otwarty w 2003 roku i może pomieścić 25 000 osób. Wymiary boiska to 110 x 74 jardy. 